# 1. Sinfonie (Draeseke)
Die Sinfonie Nr. 1 G-Dur op. 12 ist nicht das erste Werk, das Felix Draeseke zu dieser Musikgattung beisteuerte. Bereits 1855 hatte er eine Sinfonie in C-Dur geschrieben, die er allerdings nicht veröffentlichte und die vermutlich später von ihm selbst vernichtet wurde.

## Entstehungsgeschichte
Die ersten Entwürfe zur Sinfonie op. 12 entstanden 1868 in München. Anfang 1869 brach Draeseke zu einer halbjährigen Reise durch Frankreich, Spanien, Nordafrika und Italien auf, die sich auf seine Inspiration sehr positiv auswirkte. Bereits vor seiner Rückkehr nach Deutschland war ein Großteil des Werkes fertig konzipiert. 1871/72 erfolgte die endgültige Ausarbeitung der Partitur und am 31. Januar 1873 die Uraufführung in Dresden unter der Leitung von Julius Rietz.

## Sätze
- Introduzione ed Allegro: Adagio von espressione – Allegro con brio ma non troppo presto
- Scherzo: Presto leggiero
- Adagio molto
- Finale: Allegro con brio e vivace

Spieldauer: 35–40 Minuten

## Bedeutung
Draesekes erste Sinfonie ist ein wichtiger Markstein in seinem Schaffen. Sie steht exemplarisch für die Neuorientierung des ehemals unter dem Einfluss der Neudeutschen Schule stehenden Komponisten zu einer „Zukunftsmusik in klassischer Form“, die das damals Neuartige mit den Errungenschaften der barocken und klassischen Meister zu verbinden trachtete. Von den Zeitgenossen wurde das Werk zwar als bedeutend anerkannt, mit Ausnahme des sehr wirkungsvollen Scherzos, das sogar noch vor der vollständigen Partitur separat im Druck erschien, aber eher reserviert aufgenommen. Gewichtigster Teil der Sinfonie ist das ausgedehnte Adagio, das über ein Drittel der Gesamtspielzeit ausmacht.
Draeseke geriet wie viele Komponisten nach seinem Tod in Vergessenheit. Zu seiner Wiederentdeckung trug maßgeblich das auf Ersteinspielungen spezialisierte Klassiklabel cpo bei: es ließ 2002 die erste und die vierte Sinfonie sowie die Gudrun-Ouvertüre einspielen. 
1998 hatte das Label seine dritte Sinfonie und den Trauermarsch, seine zweite Sinfonie und die Serenade op. 49 einspielen lassen.